# Katmandudalen

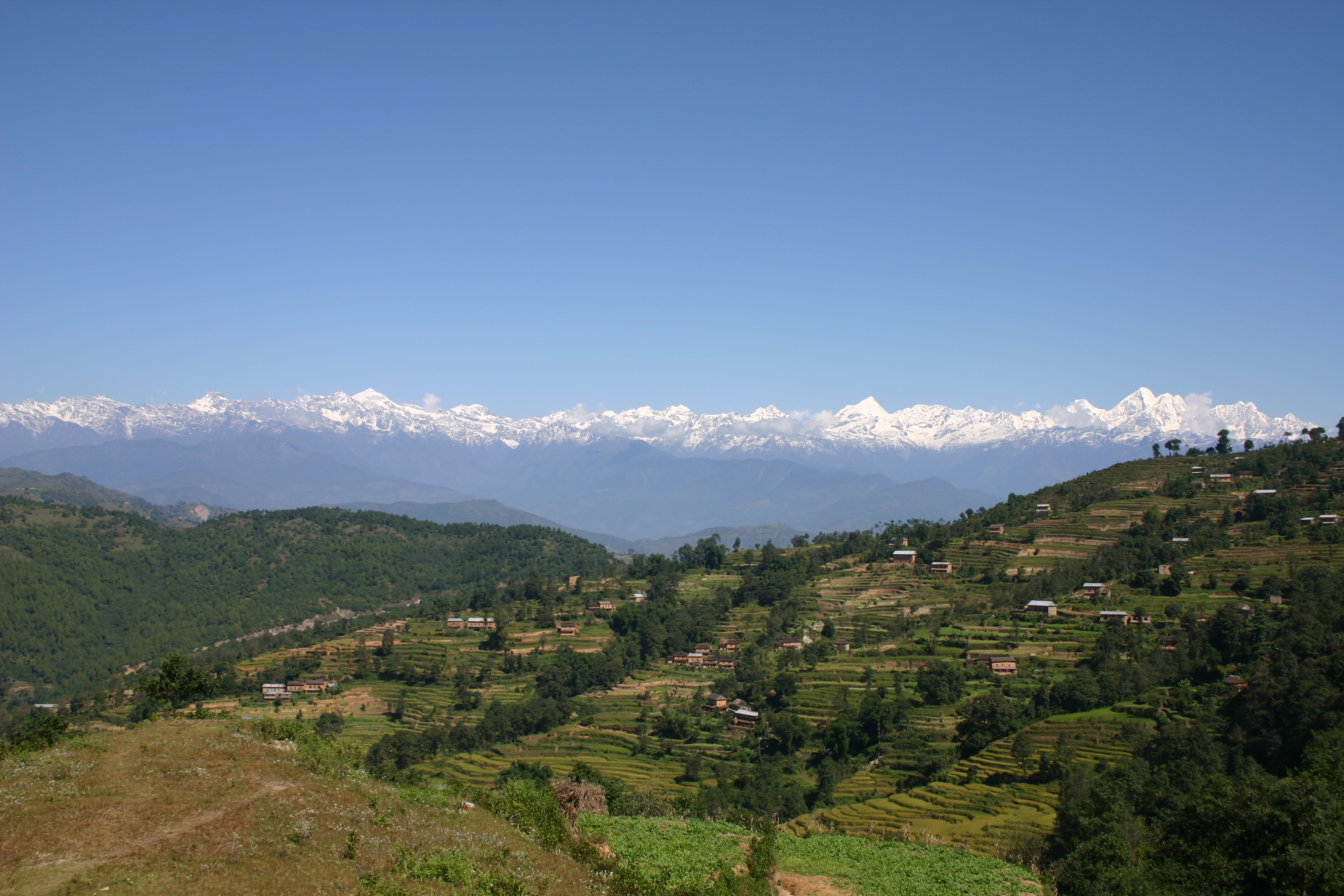
Landskap i Katmandudalen.

Katmandudalen är en dalgång i Nepal, landets största dal som innefattar huvudstaden Katmandu. Historiskt var den en mötesplats för antika civilisationer i Asien. Dalen, som är ett världsarv sedan 1979, har minst 130 viktiga monument, bland annat flera pilgrimsmål för hinduer och buddhister. Städerna Katmandu, Patan och Bhaktapur ligger i dalen och uppvisar stilfull nepalesisk konst och arkitektur.
2003 blev världsarvet uppsatt på listan över hotade världsarv. Anledningen var att världsarvskommittén anser att den enastående arkitekturen i städerna sakta men säkert håller på att försvinna på grund av okontrollerad stadsutveckling.

## Världsarvet
- Bauddhanath
- Bhaktapur Durbar Square
- Changu Narayan
- Kathmandu Durbar Square (officiellt kallat Hanuman Dhoka)
- Patan Durbar Square
- Pashupsti
- Swayambhu